# 20th Television
20th Television (ранее 20th Century Fox Television, 20th Century-Fox Television и TCF Television Productions, Inc.) — американская телекомпания, являющаяся дочерней компанией Disney Television Studios, входящей в The Walt Disney Company.
Первоначальное воплощение 20-го Television было подразделением синдикации и распространения 20th Century Fox Television, пока в 2020 году оно не было преобразовано в Disney–ABC Domestic Television.
20th Television было частью приобретения The Walt Disney Company большинства активов 21st Century Fox в 2019 году. Нынешнее название компании было принято в 2020 году, когда Disney исключила «Fox» из названий приобретенных активов 21st Century Fox.

## Подразделения
20-е телевидение имеет подразделения от до-Диснея до после-Диснея.
- 20th Century Fox Television Distribution (2011-2020) — телевизионное подразделение 20th Century Fox Television для всех программ, снимаемых и/или приобретённых Fox. Компания работала с 2011 по 2020 год.
- FNM/FWP (1990-1994) — подразделение по производству телевизионных фильмов TCFTV. Компания была известна как FNM Films, что расшифровывалось как «Fox Network Movies». В 1993 году компания была переименована в Fox West Pictures, пока не была преобразована в новое подразделение Fox 2000 Pictures.
- 20th Century Fox International Television (2001-2002) — международная телевизионная компания и недолговечное подразделение TCFTV.
- Fox Circle Productions (1994-199?) — подразделение 20th Century Fox Television, которое создавало телевизионные фильмы и оригинальные программы.
  - National Studios (1995-1998) — телевизионное киноподразделение Fox Circle Productions.
- Fox Square Productions (1987-1990-е годы) — недолговечное собственное подразделение тогдашней новой Fox Broadcasting Company.
- 20th Century Fox Telecommunications (1982) — телекомпания, которая выпустила только «The Who Rocks America», телевизионный фильм, созданный группой The Who.
- Fox Television Animation (1999-2020) — американская анимационная компания, принадлежащая Disney Television Studios. Раньше она была анимационным подразделением 20th Century Fox Television и 20th Television с момента его запуска в 1999 году, пока в 2020 году Disney не объявила, что он будет отделен от 20th Television.

## История

### TCF Television Productions, Inc. (1949–1958)
20th Century Fox Television была первоначально образована в 1949 году компанией 20th Century-Fox, поскольку другие студии расширялись в телевизионном производстве. Компания была известна как TCF Television Productions, Inc. с момента своего создания до 1958 года. Её первым сериалом был «Крестовый поход в Европе», который был снят для ABC.
В 1955 году Fox намеревалась создать дочернюю компанию по производству телевизионных фильмов на участке компании на Западной авеню в Голливуде, но она так и не была создана.
Fox не выпускала еще одно телешоу до 1955 года, когда она запустила свой самый первый сериал, «The 20th Century-Fox Hour» на CBS, после успеха популярного шоу ABC «Disneyland». В 1956 году Fox продала свое второе шоу CBS, «My Friend Flicka», которое основано на серии фильмов «Flicka».
Позже в том же году Ирвинг Ашер, который был очень успешным кинопродюсером, стал генеральным директором TCF Television Productions. В 1956 году Fox продала ABC проект «Broken Arrow», основанный на одноименном фильме 1950 года.
В 1957 году Fox закрепил пакт с National Telefilm Associates (NTA) о производстве «How to Marry a Millionaire», основанный на одноименном фильме 1953 года и «Человек без пистолета». NTA выступала в качестве дистрибьютора сериала, который должен был быть показан на NTA Film Network.

### 20th Century-Fox Television (1958–1985)
В 1958 году компания была переименована в 20th Century-Fox Television. Примерно в то же время Мартин Манулис, продюсер CBS'Playhouse 90, присоединился к 20th Century-Fox в качестве главы телевидения. Под наблюдением Манулиса компания разработала «Adventures in Paradise» для ABC, «The Many Loves of Dobie Gillis» для CBS и Five Fingers для NBC. В следующем году Fox также продал драму «Гонконг» ABC.
К 1960 году Рой Хаггинс, который был уволен из Warner Bros. Television, был назначен, чтобы присоединиться к 20th Century-Fox Television в качестве вице-президента, ответственного за производство. Во время просмотра Хаггинса он известен тем, что освежил гонконгское шоу. Он также курировал разработку трех программ для ABC, которыми были комедия «Марджи» и драмы «Следуй за солнцем» и «Автобусная остановка». В 1961 году Уильям Селф заменил Хаггинса.
В 1962 году компания сократила свою продукцию до одного шоу, а затем не выпускала никаких шоу до 1963 года. Рой Хаггинс ушёл, чтобы присоединиться к Revue Studios. В течение недолгого тёмного периода в 1963 году компания подписала производственные контракты с Хэлом Кантером и Полом Монашем. Позже в том же году очень успешный продюсер художественных фильмов Ирвин Аллен был переведён из своего подразделения художественных фильмов в телевизионное подразделение, чтобы стать продюсером студии.
Компания вернулась к производству программ в прайм-тайм к 1964 году. Первыми шоу были ситком ABC «День Святого Валентина», драмы ABC «Пейтон Плейс», «Путешествие на дно моря» и «Высока 12 часов»; и драма NBC «Дэниэл Бун». Позже в том же году Уильям Дозье и его студия Greenway Productions подписали контракт с 20th Century-Fox на разработку телешоу. К 1965 году Fox продюсировал несколько новых шоу в прайм-тайм, таких как «Легенда о Джесси Джеймсе», «Долгий», «Горячее лето», «Одиночка» и научно-фантастическая драма Ирвина Аллена «Затерянные в космосе», за которой последовал «Бэтмен», основанный на серии комиксов и «Blue Light.
Сезон 1966/67 не был хорошим годом для телевизионного подразделения Fox, которое продюсировало ситком ABC «Шоу Тэмми Граймс», драмы ABC «Человек, который никогда не был», «Отряд преступников», «Зеленый шершень» и научно-фантастическое шоу Ирвина Аллена «Туннель времени». Хотя большинство новых шоу в сезоне длились недолго, «Felony Squad» оказался хитом. Сезон 1967/68 годов был таким же плохим для Fox, так как у него было только два новых шоу, «Кастер» и «Джадд, для защиты», оба для ABC. Хотя «Кастер» обошёл «Джадда», потому что оборона изначально была популярна. Он был отменен всего через два сезона. Fox также расширил свою продукцию, чтобы заказать субботнее утреннее шоу в сотрудничестве с Filmation, «Journey to the Center of the Earth».
Сезон 1968/69 годов был еще худшим годом для 20th Century-Fox Television, где было выпущено «Путешествие в неизвестное» и финальная научно-фантастическая драма Ирвина Аллена «Земля гигантов» для ABC; драма CBS «Lancer»; и ситкомы NBC «Призрак и миссис Мьюр» и «Джулия». Хотя «Джулия» считалась хитом, большинство шоу в сезоне рухнули. У Fox был еще один субботний утренний мультфильм для Filmation, «Fantastic Voyage». В 1969 году Fox вступила в игровое шоу, подписав контракт на распространение «Beat the Clock», возрождение мгновенно популярного игрового шоу 1950-х годов. Десятилетие завершилось телевизионным сезоном 1969-70 годов и двумя новыми программами, «Room 222» для ABC и «Bracken's World» для NBC. Также в том же году Грант Тинкер был нанят, чтобы присоединиться к студии. Два года спустя он уволился из-за конфликтов с управлением MTM Enterprises.
1970-е годы не были хорошим десятилетием для телевизионного подразделения Fox. Хотя студия начала сильно в этом десятилетии с шоу «Nanny and the Professor» на ABC и «Arnie» для CBS, у студии был один хит в течение десятилетия, «МЭШ», а позже, в 1979 году, выпустила еще один хит, «Trapper John, M.D.», который сразу же стал популярным в 1980-х годах.Другие шоу Fox 1970-х годов, такие как драмы «Cade’s County», «Планета обезьян», «The New Perry Mason», «The Swiss Family Robinson», «Young Dan’l Boone», «James at 15», «W.E.B.», «The Paper Chase», «Anna and the King», «Roll Out», «Karen», «Loves Me, Loves Me Not», «Husbands, Wives & Lovers» и «Billy», хотя «The Paper Chase» стал культовой классикой и дал Showtime дополнительные сезоны.
Fox также распространял игровое шоу «Masquerade Party», спродюсируемое Stefan Hatos-Monty Hall Productions, которое транслировалось в сезоне 1974/75. С 1976 по 1978 год Fox распространяла «Liar's Club» в течение двух лет, а также распространяла «Celebrity Sweepstakes», оба они были спродюсированы Ralph Andrews Productions. В 1973 году Fox распространяет синдицированную канадскую видеозапись «The Starlost», спродюсированную Glen-Warren Productions.
В 1980 году телевизионный продюсер Глен А. Ларсон ушёл из Universal и присоединился к 20th Century-Fox Television. Первым шоу было «Каскадёры», которое стало хитом и единственным шоу Fox/Larson, которое сделало это. У других сериалы Fox/Larson «Trauma Center», «Manimal», «Автомен», «Masquerade», «Cover Up» и «Half Nelson» были плохие рейтинги. К августу 1980 года другие продюсеры и агентства, такие как Клайд Филлипс (Blue Hill Avenue Productions), бывший сотрудник Bob Banner Associates и Марк Мерсон (Brownstone Productions), бывший сотрудник Lorimar Productions, заключили сделку со студией.
У других сериалы начала 80-х годов, такие как «Hagen», «Breaking Away», «Ladies’ Man», «Jessica Novak», «9 to 5», «It’s Not Easy», «Эмералд-Пойнт» и «AfterMASH», были плохие рейтинги, хотя «AfterMASH» в конечном итоге стал незначительным хитом, особенно в первом сезоне, и «9 to 5» хорошо синдицировался после того, как стал незначительным хитом сети в своем оригинальном запуске ABC. В 1984 году Джеймс Брукс и его компания Gracie Films были переведены в 20th Century-Fox для партнерства в кино и телевидении, создав длительные отношения, которые продолжались до начала 1990-х годов, когда он перешел в Sony.

### 20th Century Fox Television и выкуп Metromedia/эра Мёрдока (1985–1989)
В 1985 году, после того, как Стивен Бочко покинул MTM и программу «Блюз Хилл-стрит», он перешёл на 20th Century Fox Television, чтобы начать криминальную драму NBC «Закон Лос-Анджелеса» и комедийную драму ABC «Хуперман», и ознаменовали возвращение успеха для его телевизионной студии. В том же году Fox вернулась к успеху с ситкомом «Мистер Бельведер», который стал мгновенно популярным хитом. Также в том же году Fox продала свой ситком «Charlie & Co.». CBS, который провалился только после одного сезона. Вторым новым ситкомом при режиме Мердока были «Отцы и сыновья», который был продан NBC, который также провалился после одного сезона.
В 1986 году Fox приобрела активы Metromedia, включая ее телевизионные станции и дистрибьюторскую дочернюю компанию Metromedia Producers Corporation, которая распространяла сериал «Small Wonder». Fox также продал The Wizard CBS и Heart of the City ABC в телевизионном сезоне 1986-1987 годов в дополнение к «Закону Лос-Анджелеса» NBC, который помог спасти телевизионную индустрию Fox. Fox также представила ситком «Шоу Трейси Ульман», спродюсированный Gracie Films для сети Fox, в котором были представлены «Симпсоны», что успех породил спин-офф в 1989 году, который спас борющееся телевизионное подразделение Fox. Fox также распространил ситком «The New Adventures of Beans Baxter», созданный внутри Fox Square Productions.
В сезоне 1987/88 Fox продал ситком «Second Chance» тогдашней новой телевизионной сети Fox и продал драму «Работа ног» CBS и ситком «The Pursuit of Happiness» ABC, в дополнение к «Хуперману».

### 20th Television (производственное подразделение) (1989–1994)
В 1989 году функции 20th Century Fox Television были переданы Twentieth Television Corporation, отдельной организацией от 20th Century Fox. Обе компании были дочерними компаниями подразделения News Corporation Fox Inc.; был сделан шаг по отделению телевизионных производств от киностудии, чтобы увеличить объем производства последней.
В сезоне 1989/90 20-е телевидение распространяло программы Steven Bochco Productions, которые транслировались на ABC. Первым, кто вышел из сделки, был «Дуги Хаузер, доктор медицины», который длился четыре сезона. Также в этом сезоне было представлено, чтобы продать сериал Нация пришельцев сети Fox и представить сериал «Сестра Кейт» в сети NBC, в дополнение к «Симпсонам». В середине 1990 года Twentieth Television продала ситком «Working Girl» телевизионной сети NBC. Twentieth Television также предложила телевизионной сети Fox варьете «В живом цвете», в котором представлен талант таких звезд, как Кинен Айвори Уэйанс и Дэвид Алан Грир.
В телевизионном сезоне 1990-91 годов 20th Television продала «Working It Out» NBC, а также продала ситкомы «Babes», «Good Grief» и «True Colors» новой сети Fox. Компания также распространяла шоу «Cop Rock», спродюсированное Steven Bochco Productions для ABC, через сделку по разработке в том же сезоне. Также в середине сезона Twentieth Television приобрела The Sunday Comics телевизионной сети Fox.
К сезону 1991/92 продюсерская компания Twentieth Television продала комедию «Drexell’s Class» телевизионной сети Fox и распространила криминальную драму Стивена Бочко «Гражданские войны» телевизионной сети ABC. Twentieth Television также распространило межсезонный мультфильм «Capitol Critters», совместное производство «Hanna-Barbera» и Стивена Бочко, телевизионной сети ABC весной 1992 года вместе с комедией Fox «Stand By Your Man», которая является частью контракта между Twentieth Television и британским продюсером WitzEnd Productions.
Также в 1991 году Дэвид Эдвард Келли, который спродюсировал два шоу для Стивена Бочко, «Закон Лос-Анджелеса» и «Doogie Howser, M.D.», объявили, что он уволился, чтобы подписать совместное соглашение с CBS, которая транслировала сети, и Twentieth Television, которая распространяла программы. Первой программой, которая вышла из сделки, была семейная драма «Застава фехтовальщиков», премьера которой состоялась в сезоне 1992/93. В 1992 году Питер Рот, который покинул компанию Стивена Дж. Кеннела присоединился к 20-th Television и сыграл важную роль в развитии последующих сезонов.
В сезоне 1992/93 Twentieth Television продала ситком «Rhythm & Blues» телевизионной сети NBC, но он не попал в рейтинги. За ним последовало совместное производство с британской компанией WitzEnd Productions, Twentieth Television и CBS Entertainment Productions, «Dudley», который был автомобилем для Дадли Мура, который вышел в эфир весной 1993 года, но он также не смог попасть в рейтинги. Компания также выпустила получасовую криминальную драму «Вероятные подозреваемые» для сети Fox, которая была спродюсирована Four Point Entertainment. В середине 1992 года актер Чеви Чейз получил контракт с 20-th Television, чтобы сняться в ночном комедийном шоу, но после того, как он был завален только после одного сезона в эфире.
К сезону 1993/94 Twentieth Television продала сериал «Секретные материалы» телевизионной сети Fox, став самым прибыльным телевизионным шоу подразделения и крупнейшим амбициозным телевизионным проектом, породив 9 сезонов, сериал возрождения и медиафраншизу ъ В том же сезоне Twentieth Television распространяет полицейское шоу и еще один громкий проект Полиция Нью-Йорка среди телевизионной сети ABC, спродюсированного Steven Bochco Productions, который продлится двенадцать сезонов. Fox также продала «South Central», первоначально предложенный CBS, телевизионной сети Fox весной 1994 года. Кроме того, весной 1994 года Fox выпускает драму Стивена Бочко «Борды рая», которая транслировалась по телевизионной сети ABC.
К сезону 1994/95 сериал «Надежда Чикаго», второе шоу из сделки с Келли-CBS–20-го телевидения, стал хитом, длясь шесть сезонов. Twentieth Television также продала «The 5 Mrs. Buchanans» CBS и «Wild Oats» Fox.

### 20th Century Fox Television и новая эра (1994–2019)
После реструктуризации телевизионных продюсерских компаний Fox в 1994 году 20th Television была переориентирована на синдикацию и «нетрадиционные программы», в то время как сетевые телевизионные программы снова попали под марку 20th Century Fox Television и вернулись к подразделению киностудии.
В сезоне 1995/96 новая продюсерская компания 20th Century Fox Television продала ситкомы «The Crew» и «The Preston Episodes» телевизионной сети Fox «Cleghorne!» — телевизионной сети The WB и приключенческий сериал «Космос: Далёкие уголки», — телевизионной сети Fox. Она выпустила юридическую драму «Murder One», спродюсированную Steven Bochco Productions, которая была продана телевизионной сети ABC в течение сезона.
В 1995 году Дэвид Э. Келли подписал 5-летнее соглашение со студией с возможностью производства телесериалов, первый и третий будут в телевизионной сети ABC, а второй и четвертый будут в телевизионной сети Fox и так далее. Первыми двумя проектами, которые вышли из сделки, были «Практика (телесериал)» от ABC и «Элли Макбил» от Fox. В 1996 году Питер Рот был назначен президентом Fox Entertainment. Крис Картер, сценарист/продюсер «Секретных файлов», также продлил контракт с 20th Century Fox Television. Первым проектом, выданным из нового контракта, была научно-фантастическая фэнтезийная драма «Тысячелетие». Летом 1996 года Fox и производственная компания выкупили «Лос-Анджелес. Пожарные»»
В 1996 году New World Communications была выкуплена Fox, которая включала в себя ее телевизионные станции, New World/Genesis Distribution и New World Entertainment. Сделка была завершена в 1997 году. Вскоре после этого Каннелл выкупил свою библиотеку прав у Fox в 1998 году. В том же году Стивен Левитан, продюсер сериала «Журнал мод» подписал контракт с 20th Century Fox Television.
В 1997 году MTM Enterprises стала частью 20th Century Fox Television. В то время MTM продюсировала три сериала «Притворщик» для NBC и «Good News» и «Sparks» для UPN в прайм-тайм после увольнений в синдицированном подразделении MTM. Позже в том же году Fox основала еще одну телевизионную продюсерскую компанию Fox Television Studios для размещения небольших производственных подразделений под руководством исполнительного директора Дэвида Гранта. Кроме того, продюсер Барбара Холл подписала общую сделку со студией.
В 2006 году TCFTV выпустил первые два сериала, которые транслировались на дочерней сети Fox, MyNetworkTV: теленовеллы «Desire» и «Fashion House».
В 2012 году 20th Century Fox Television была реорганизована в отдельное подразделение News Corporation.
В июле 2014 года было объявлено, что операции Fox Broadcasting Company и 20th Century Fox Television объединятся в новое подразделение Fox Television Group.

### Под Disney Television Studios
В марте 2019 года 20th Century Fox Television, 20th Television и Fox Television Animation были приобретены The Walt Disney Company и интегрированы в Walt Disney Television как часть Disney Television Studios.
17 января 2020 года было объявлено, что название «Fox» будет исключено из нескольких активов Fox, приобретенных Disney.
10 августа 2020 года 20th Century Fox Television и 20th Television были объединены в одно подразделение в рамках плана реструктуризации Disney в отношении их телевизионных производственных подразделений, объединенная организация приняла имя первого, чтобы избежать путаницы с Fox Corporation. В 2020 году Disney объявила, что лейбл Touchstone Television был преобразован в 20-th Television.

## Предшественники

### 20th Television (подразделение дистрибуции)

Оригинальный логотип, использовавшийся с 1992 по 1995 год.

Оригинальным воплощением 20th Television было название телевизионного дистрибьюторского подразделения 20th Century Fox Television и киностудии 20th Century Fox. Оно было сформировано в 1989 году, чтобы отделить телевизионное производство от подразделения 20th Century Fox, которое курировало кинопроизводство. За это время 20th Television и 20th Century Fox служили двумя из четырех основных подразделений Fox, наряду с Fox Broadcasting Company и Fox Television Stations. После реструктуризации телевизионных продюсерских компаний Fox в 1994 году 20th Television была переориентирована на синдикацию и «нетрадиционные программы»; её подразделение сетевого телевидения было перенесено обратно в 20th Century Fox и вернуло название 20th Century Fox Television.
20-е Television выпускает почти все программы и документальные фильмы из телевизионного производственного подразделения и её дочерних компаний, а также из киностудии (и своих собственных подразделений). Она владеет программами других производственных компаний и студий, которые они приобрели, включая MTM Enterprises, большинство от Metromedia Producers Corporation и большинство от New World Entertainment (включая Four Star Television и Genesis Entertainment).
Компания также синдицировала и/или соиндицировала продукт от таких партнеров, как Regency Television и Debmar-Mercury (до апреля 2019 года).
В рамках реструктуризации, которая возникла из-за того, что News Corporation отделила свои развлекательные активы в 21st Century Fox, 8 июля 2013 года было объявлено, что 20th Television будет работать под управлением 20th Century Fox Television; ранее она находилась под управлением Fox Television Stations. В результате президент бывшей компании отчитывается перед председателями последней.
10 августа 2020 года 20th Television в качестве подразделения синдикации и дистрибуции и первого воплощения была объединена с Disney–ABC Domestic Television.

### Touchstone Television
Второе воплощение Touchstone Television (ранее известной как Fox 21 Television Studios) было американской телекомпанией, которая является дочерней компанией Disney Television Studios, подразделения Walt Disney Television, принадлежащей The Walt Disney Company. Она была основана в 2014 году в результате слияния Fox Television Studios и Fox 21, и получила свое второе название в середине 2020 года после приобретения 21st Century Fox Disney. 1 декабря 2020 года 20th Television взяло на себя телевидение Touchstone Television.

### Blair Entertainment
Blair Entertainment (ранее Rhodes Productions) — телекомпания, основанная Джеком Э. Родос, действовал с 1970 по 1992 год, за год до приобретения и расформирования New World Communications SCI Television в 1993 году.
Rhodes Productions была основана в 1970 году Джеком Э. Родос как дочерняя компания Taft Broadcasting Company в Нью-Йорке для выпуска продукции Hannah-Barbera. В 1971 году компания расширилась, выпустив синдицированную версию игрового шоу «Hollywood Squares». В то же время штаб-квартира компании была перенесена из Нью-Йорка в Лос-Анджелес.
В 1975 году оригинальная Rhodes Productions переименовала Taft в Taft H-B Program Sales, а Джек Е. Родос перешел в Filmways, чтобы стать начальником отечественного синдикального подразделения Rhodes Production Company. Родос взял с собой ночную версию «Hollywood Squares», а также запустил ночную версию игрового шоу «High Rollers». При режиме Filmways Rhodes Productions также запустила пародию на мыльную оперу для ночного просмотра, «Мэри Хартман, Мэри Хартман», которая спродюсирована Норманом Лиром и его компанией T.A.T. Communications Company в 1976 году. В 1977 году Rhodes Productions дебютировала со своим прорывом «Second City Television» (SCTV), который был основан в Канаде.
В 1978 году Rhodes Productions была отделена от Filmways и начала работать как независимая производственная компания и синдикатор. Родс решил сохранить Second City Television и Disco Break, в то время как Filmways формировала новую синдикальную компанию Filmways Enterprises. В 1980 году компания приобрела права на синдикацию «Let’s Make a Deal», возрождение 1980 года, которое возникло в Канаде. За ним в 1981 году последовало еще одно приобретение канадского игрового шоу «Pitfall».
John Blair & Company через Blair Television приобрела Rhodes Productions в 1983 году и переименовала ее в Blair Entertainment. Блэр сохранил права на выпуск нескольких шоу, таких как «The Cisco Kid» и «SCTV», а также возрождение «Divorce Court». В 1985 году Blair Entertainment представила новое игровое шоу «Break the Bank» в партнерстве с вещательными группами Storer Communications и Hubbard Broadcasting. За ним в 1986 году последовало еще одно игровое шоу «Strike It Rich». В 1986 году они также расширили свою производственную деятельность с запуском нескольких сериалов.
Суд по разводам был очень прибыльным, среди других хитовых синдицированных сериалов в составе Blair. В 1990 году Blair Entertainment в сотрудничестве с RHI Entertainment и агентом по продажам рекламы Action Media Group запустила новую драму «Дракула». Она также подписал новую реалити-программу «Detectives in White». В 1991 году Blair Entertainment дебютировала с новой программой в сотрудничестве с GRB Entertainment и All American Television, «Stuntmasters». В 1992 году Blair Entertainment прекратила свою деятельность.

### MTM Enterprises
MTM Enterprises (также известная как MTM Productions) — американская независимая компания, основанная в 1969 году Мэри Тайлер Мур и ее тогдашним мужем Грантом Тинкером для производства «Шоу Мэри Тайлер Мур» для CBS. Название производственной компании было взято из инициалов Мур? MTM выпустила ряд успешных телевизионных программ в 1970-х и 1980-х годах.

### Four Star Television
Four Star Television (также известная как Four Star International) — американская телекомпания. Компания была основана в 1952 году как Four Star Productions известными голливудскими актерами Диком Пауэллом, Дэвидом Нивеном, Шарлем Буайе и Джоэлом Маккри. Она была вдохновлена Люсиль Болл и Деси Арнас, основателями Desilu Productions годом ранее.
Four Star выпустила несколько популярных программ в первые дни телевидения, в том числе «Four Star Playhouse» (её первый сериал), «Dick Powell’s Zane Grey Theatre», «Stagecoach West», «The June Allyson Show» (также известное как «The DuPont Show Starring June Allyson»), «The Dick Powell Show», «Burke’s Law», «The Rogues» и «Большая долина».